# Helius (Eurhamphidia) diacanthus
Helius (Eurhamphidia) diacanthus is een tweevleugelige uit de familie steltmuggen (Limoniidae). De soort komt voor in het Oriëntaals gebied.